# Zalaistvánd
Zalaistvánd is een plaats (község) en gemeente in het Hongaarse comitaat Zala. Zalaistvánd telt 414 inwoners (2001).